# 973 Aralia
973 Aralia је астероид. Приближан пречник астероида је 51,60 , 
а средња удаљеност астероида од Сунца износи 3,213 астрономских јединица (АЈ). 
Инклинација (нагиб) орбите у односу на раван еклиптике је 15,813 степени, а орбитални период износи 2103,718 дана (5,759 година). Ексцентрицитет орбите астероида износи 0,110. 
Апсолутна магнитуда астероида износи 9,60 а геометријски албедо 0,095.
Астероид је откривен 18. марта 1922. године.